# Véhicule porte-berce

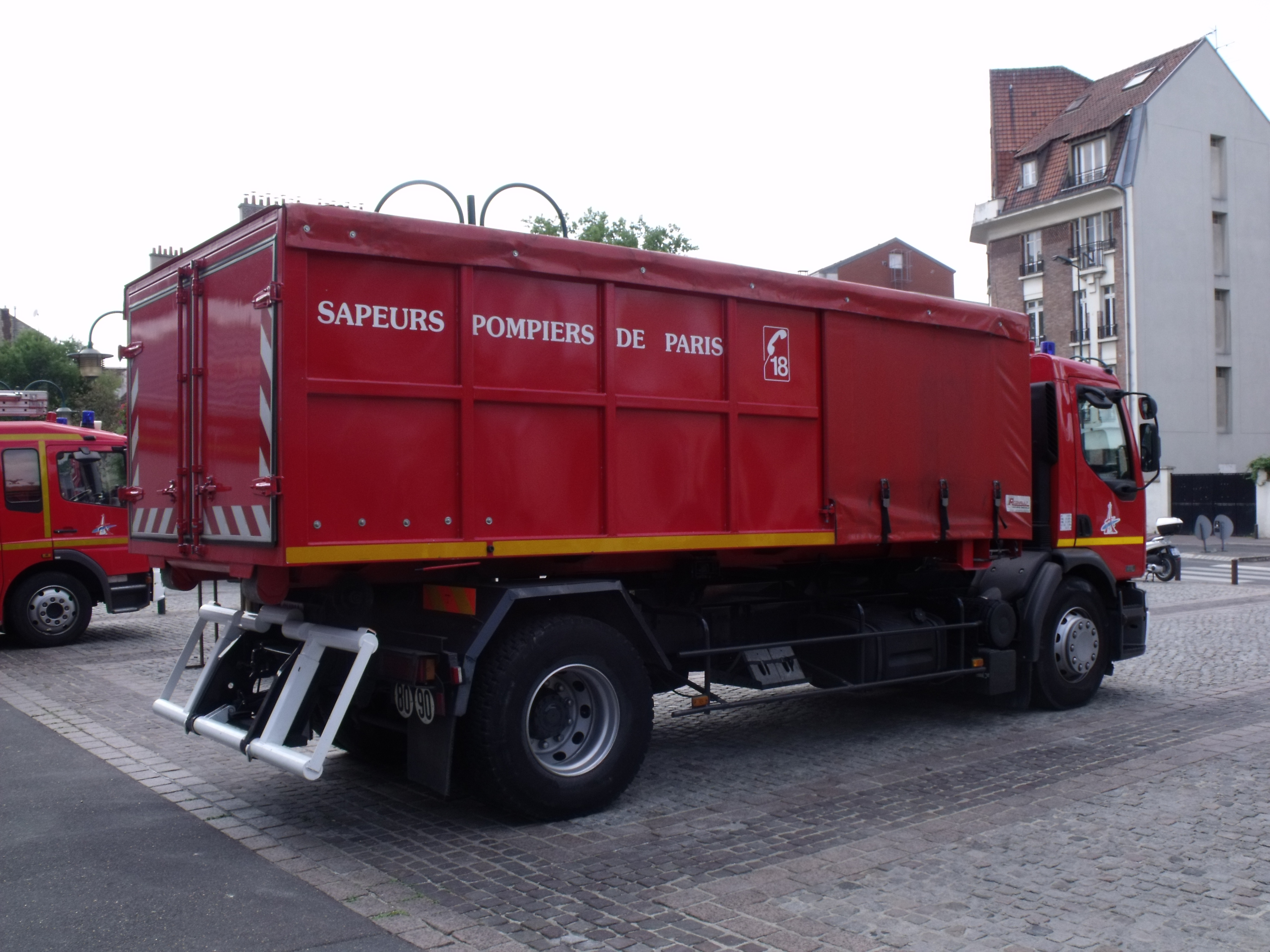
Véhicule porte-berce VPB 5 des pompiers de Paris vu à Gennevilliers.

Le véhicule porte-berce ou VPB ou encore véhicule porte-cellule est un camion de type poids lourd utilisé par les sapeurs-pompiers. Doté d'un bras mécanique hydraulique, il permet le transport d'un conteneur métallique standardisé appelé « berce ». Celle-ci peut transporter plusieurs sortes différentes de matériels. 

## À la BSPP
La brigade de sapeurs-pompiers de Paris possède plusieurs types de berces. C'est le cas de la berce d'accompagnement, mais aussi d'une berce cellule de décontamination, d'un plateau pour le transport d'embarcations légères utilisables en cas d'inondation. Immatriculés VPB ces véhicules étaient en 2013 construits à partir d'un châssis de Renault Premium 270. Ils sont dotés d'un système de gyrophares bleus et d'une sirène de type deux-tons et possèdent une antenne de communication pour le réseau Antarès.

### Sources bibliographiques
- Neil Wallington, L'Encyclopédie mondiale des camions de pompiers, Éditions Minerva, 2004.
- Hughes Demeude, Nos pompiers, Sélection du Reader Digest, 2009.

### Sources internet
- Le VPB sur le site officiel de la BSPP.